# Grenzdenkmal Hötensleben

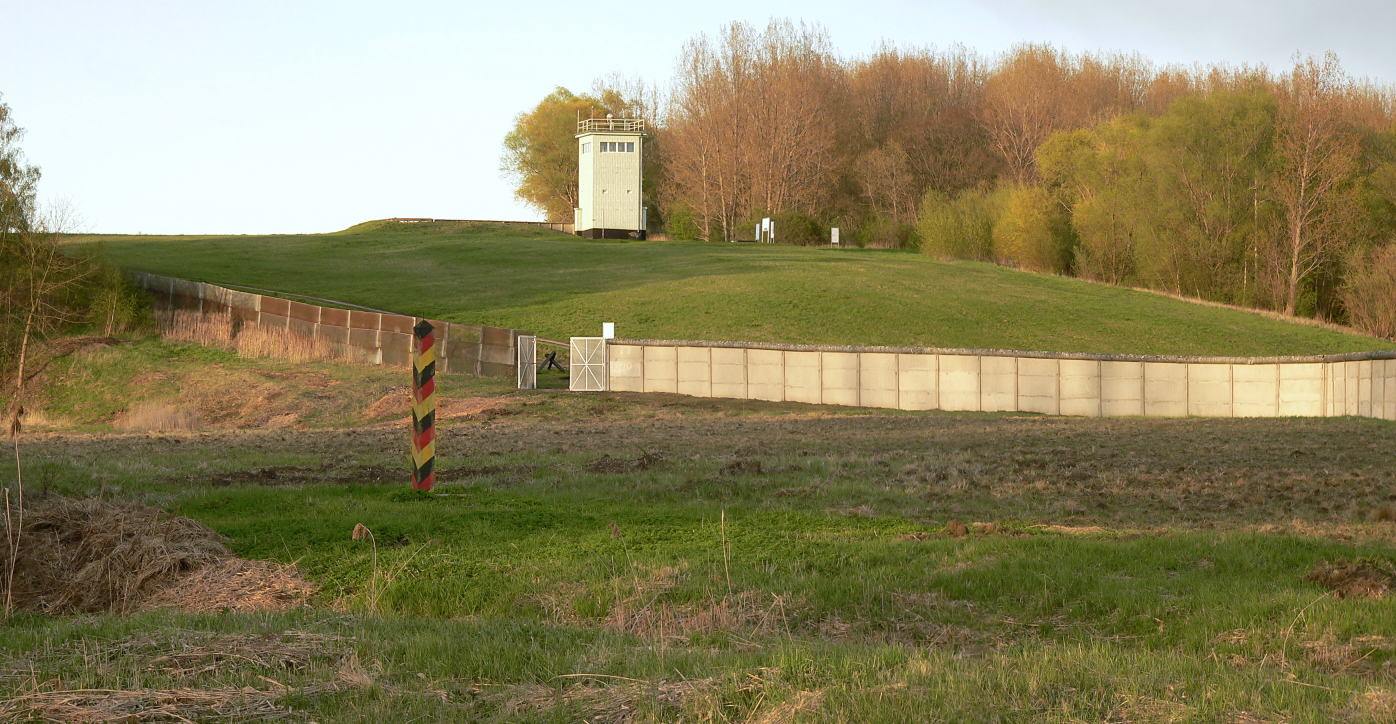
Blick von Westen, im Vordergrund Grenzpfahl der DDR

Das Grenzdenkmal Hötensleben ist ein Denkmal, das an die Zeit der deutschen Teilung erinnert. Es umfasst ein original erhaltenes Teilstück der Grenzanlagen der DDR in Hötensleben in Sachsen-Anhalt und gehört zum Europäischen Kulturerbe.

## Lage

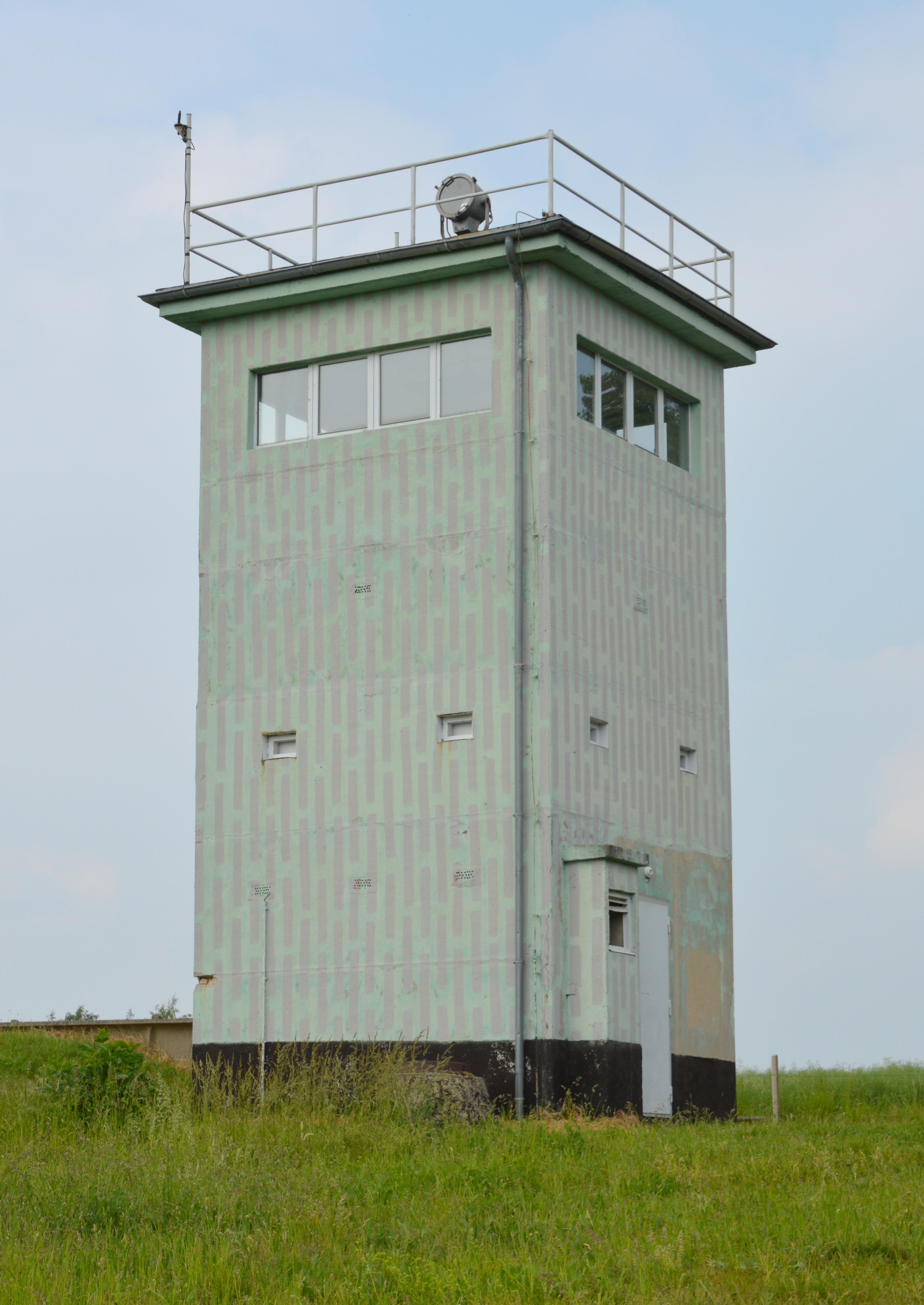
Grenzturm

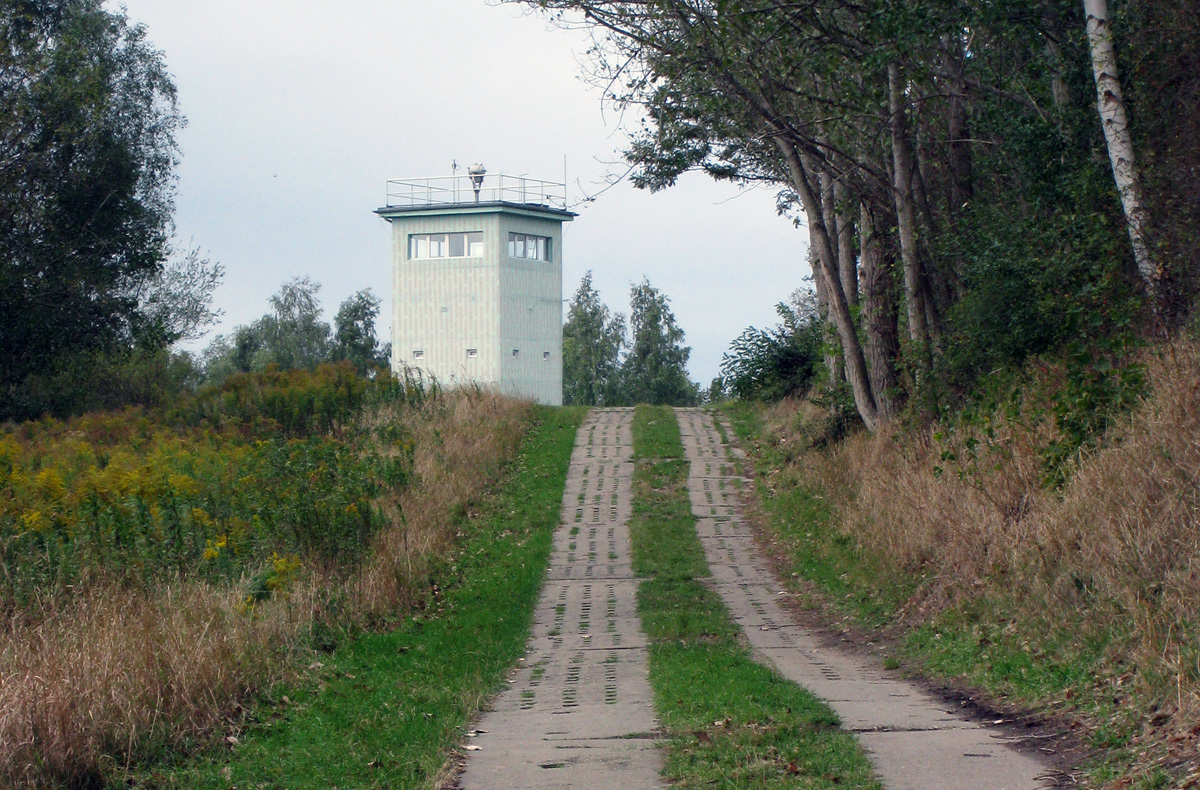
Kolonnenweg zum Grenzturm

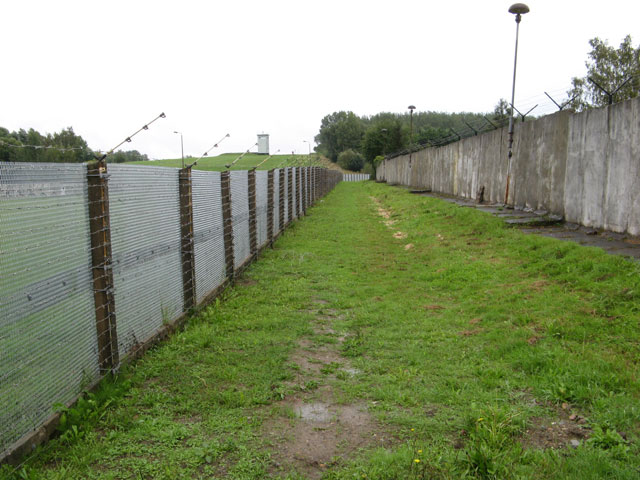
Signalzaun

Das Denkmal befindet sich unmittelbar westlich der Ortslage von Hötensleben. Westlich des Denkmals verläuft die heutige Grenze zwischen den Bundesländern Sachsen-Anhalt und Niedersachsen. Südlich wird das Denkmal durch die in Richtung Westen nach Schöningen führende Landesstraße 104 begrenzt. Einige Grenzanlagen sind jedoch auch südlich der Straße erhalten. Unmittelbar nordwestlich schließt sich der 2016 stillgelegte Tagebau Schöningen an. Das Grenzdenkmal gehört zur Gedenkstätte Deutsche Teilung Marienborn, die sich 18 Kilometer weiter nördlich bei Marienborn befindet.

## Geschichte und Anlage
Die Anlage entstand im Zuge der deutschen Teilung als Grenzanlage der DDR. Motiv für den starken Ausbau der Grenze durch Behörden der DDR war die Verhinderung von Fluchten von DDR-Bürgern in die Bundesrepublik Deutschland. Die erhaltene Anlage besteht auf einer Länge von 350 Metern und umfasst insgesamt eine Fläche von 6,5 Hektar. Sie zeigt den Ausbauzustand der Grenzanlagen des Jahres 1989.
Östlich der Grenze vorgelagert befand sich auf dem Gebiet der DDR ein etwa zwei Kilometer breites Sperrgebiet (bis in die 70er Jahre sogar fünf Kilometer), in dem die Bewegungsmöglichkeit der Bevölkerung eingeengt war und verstärkte Kontrollen bestanden. Östlich vor der Grenze befand sich ein üblicherweise 250 bis 1500 Meter breiter sogenannter „Schutzstreifen“, in dem sich keine Siedlungen oder Betriebe befanden und in dem etwaige Flüchtende von den Grenztruppen der DDR gestellt werden sollten. Da in Hötensleben die Ortsbebauung jedoch direkt an die Grenze herangerückt war, konnten hier die Abstände nicht eingehalten werden. Dabei war es üblich, dass diese Ortschaften „geschleift“ wurden. Die Einwohner mussten den Ort verlassen und es wurde eine Wüstung. Dafür war Hötensleben aber zu groß und die Infrastruktur mit ortsansässigen Betrieben zu wichtig. Es erfolgte daher ein speziell für Ortschaften vorgesehener Ausbau der Grenze, der dem an der Grenze in Berlin entsprach.
Nach Osten, zur DDR-Seite hin, wird der Bereich durch eine drei Meter hohe Sichtblendmauer abgegrenzt, der östlich eine Lichttrasse vorgelagert war. Westlich der Mauer besteht ein als K2 bezeichneter, zwei Meter breiter Erdstreifen. Er diente zur Erkennung von Fußspuren. An ihn schließt sich der Grenzsicherungs- und Signalzaun  an. Er ist 2,40 Meter hoch und besteht aus Streckmetall und Signaldrähten. Hieran schließt sich westlich die Hundetrasse an (auf die im Ortsbereich verzichtet wurde), an die ein breiteres Sicht- und Schussfeld grenzt. Die Hundetrassen kamen erst 1983, als auf Grund des Milliardenkredites für die DDR die SM-70 demontiert werden mussten. Außerhalb der Ortslage befand sich in diesem Areal eine land- oder forstwirtschaftlich genutzte Fläche. An ihrer Westseite besteht eine von Lampen ausgeleuchtete Lichttrasse, an die sich westlich der aus gelochten Betonplatten erstellte Kolonnenweg anschließt. Es folgt ein sechs Meter breiter, als K6 bezeichneter Erdstreifen. Auch er diente zum Erkennen von Fußspuren. In einem Teilbereich schließt sich hieran ein als Kfz-Hindernis dienender Wassergraben an, der als Zuführung von Brauchwasser für eine Zuckerfabrik diente. Im Übrigen dienten aus Stahl gefertigte Panzer-Höcker als Hindernis gegen einen etwaigen Durchbruch von Kraftfahrzeugen. Westlich hiervon befindet sich dann die eigentliche, mit Griffabweiser-Rohr versehene, 3,40 Meter hohe Grenzmauer. Außerhalb der Ortslage befindet sich stattdessen ein aus Streckmetall gefertigter Grenzzaun. Westlich vor Grenzmauer und Grenzzaun befand sich noch eine weitere zum Hoheitsgebiet der DDR gehörige Fläche. Auf diesem vorgelagerten Hoheitsgebiet befindet sich die DDR-Grenzsäule. Die Grenze selbst verläuft in diesem Gebiet in der Mitte des kleinen Bachs Schöninger Aue. Von Seiten der Bundesrepublik bestanden keine Grenzausbauten. Westlich vor dem Bach befindet sich lediglich ein Schild mit der Aufschrift „Bachmitte ist Grenze, Bundesgrenzschutz“.
Im nördlichen Teil des Gebiets des heutigen Grenzdenkmals steht auf einem Hügel ein bis 1983 als Führungsstelle genutzter Turm. Hier hielt sich der Führungsoffizier auf. Er aktivierte im Fall einer Alarmauslösung eine Alarmgruppe, die über den Kolonnenweg als Doppelposten in den Bereich eilte, in dem man den Flüchtenden vermutete. Er sollte dann im Sicht- und Schussfeld festgenommen oder „vernichtet“ werden. Im Umfeld des Turms ist die Grenzanlage, wie im Bereich offener Landschaft üblich, in einem pioniertechnischen Ausbauzustand.
Südlich der Straße nach Schöningen ist ein 15 Meter langes Stück Mauer am Schützenplatz erhalten geblieben. Darüber hinaus befindet sich dort auch der Stumpf des Beobachtungsturmes 4 sowie ein Bunker. Erhalten ist auch ein weiteres 30 Meter langes Mauerstück und ein Kabelschacht. Weiterhin bestehen Reste einer ehemaligen Eisenbahnbrücke mit einem Telegraphenmast sowie Reste der Feldscheunenbrücke.
Mit der Öffnung der Grenze der DDR am 9. November 1989 verlor die Grenzanlage ihre Bedeutung. Das kleine Teilstück bei Hötensleben wurde am 12. Januar 1990 und damit noch während des Bestehens der DDR unter Denkmalschutz gestellt. Für den Erhalt des Denkmals engagiert sich der 1993 gegründete Grenzdenkmalverein Hötensleben, der dafür im Jahre 2001 mit dem Landesdenkmalpreis ausgezeichnet wurde. Im Januar 2004 übernahm das Land Sachsen-Anhalt die Trägerschaft für das Grenzdenkmal. Es ist seit dem Teil der Gedenkstätte Deutsche Teilung Marienborn. 2011 wurde die Anlage mit der Gedenkstätte in Marienborn Teil des Europäischen Kulturerbes.
Im Bereich südlich des Denkmals, in dem die Grenzanlagen überwiegend abgerissen wurden, markieren im Rahmen einer Spendenaktion gepflanzte Bäume den ehemaligen Verlauf der Anlage.
Im örtlichen Denkmalverzeichnis ist die Grenzsicherungsanlage unter der Erfassungsnummer 094 56155 als Baudenkmal verzeichnet.

## Filmische Dokumentation
- Grenze. Dokumentarfilm von Holger Jancke. Deutschland 2003.[5][6]